# Alexandre Noll

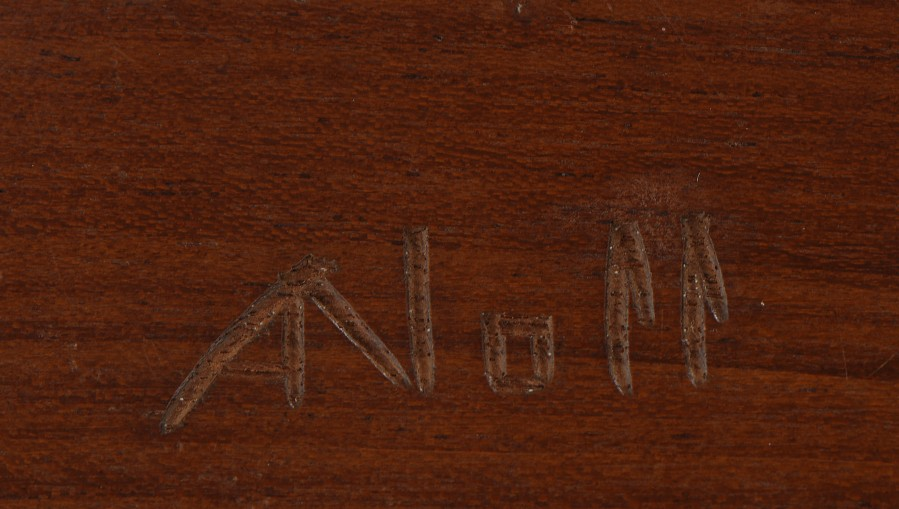
Signatur Alexandre Noll

Alexandre Henri Noll (* 19. Mai 1890 in Reims, Frankreich; † 30. November 1970 in Fontenay-aux-Roses, Frankreich) war ein französischer Holzbildhauer und Möbeldesigner.

## Leben
Alexandre Noll stammte aus einer Familie im Elsass und wurde in Reims geboren. Er begann zunächst eine Laufbahn als Bankangestellter. Den Ersten Weltkrieg verbrachte er in Mazedonien, während dessen er zahlreiche Aquarellskizzen und Holzstiche anfertigte. Erst in den 1920er Jahren beschäftigte er sich hauptberuflich mit künstlerischer Gestaltung.
Noll begann mit Kopien chinesischer Kunst, Regenschirmgriffen und Füßen für Lampen im Stil des Art déco, die er im Auftrag des Modeschöpfers Paul Poiret herstellte. Noll war Mitglied der vom Éditeur d’art (Kunstverleger) Arthur Goldscheider gegründeten Künstlergruppe L’Evolution, der zahlreiche Kunstgewerbler und Dekorateure angehörten. 1925 fertigte er Clogs für den Schuhdesigner André Perugia (1893–1977).
Im gleichen Jahr nahm er an der Exposition internationale des Arts Décoratifs et industriels modernes teil, für die er eine Reihe von Skulpturen entworfen hatte.
1927 stellte er in der Galerie Crémaillère aus, die sich der Entdeckung neuer Talente widmete. 1935 begann er mit der Herstellung seiner „Möbelskulpturen“, die er unter anderem aus Platanenholz, Mahagoni, Teakholz und Ebenholz fertigte. Er nahm an der Weltfachausstellung Paris 1937 teil, wo er einige aus Holz gefertigte  und polierte Vasen, Krüge und Geschirr zeigte. 1939 stellte er erstmals auf dem Salon des Artistes Décorateurs und 1940 auf der siebten La Triennale di Milano aus.
Während des Zweiten Weltkrieges entwickelte Noll mit seinen Entwürfen von Möbeln und Skulpturen den ihm eigenen Stil. Entgegen dem nach dem Krieg vorherrschenden Trend zur Massenproduktion stellte er Holzmöbel in Einzelproduktion her. In den 1950er Jahren wandte sich Noll endgültig der Holzbildhauerei zu und nahm mit seinen Werken an zahlreichen Ausstellungen in Frankreich teil, darunter De la Sculpture de Rodin à nos jours und Aux Arts de la table im Pavillon de Marsan, wo er an dem Stand des Innenarchitekten Jacques Adnet beteiligt war, sowie an weiteren Ausstellungen in München, Madrid, Wien, London, Varèse und anderen.